# Николаевский собор (Вуковар)
Собор Перенесения Мощей Святого Николая (серб. Саборна црква преноса моштију Светог оца Николаја) — православный храм Осечкопольско-Бараньской епархии Сербской православной церкви в городе Вуковар в Хорватии.
В 1690 году в Вуковаре была построена деревянная православная церковь Святого Николая, на месте которой в 1733—1737 годах сооружён современный храм. 9 мая 1752 года он был освящён Карловацким митрополитом Павлом (Ненадовичем). В 1755 году в церкви был устроен придел во имя святого великомученика Георгия. В 1767 году к храму была пристроена колокольня.
В 1941 году во время Второй мировой войны храм был закрыт. Усташи отобрали у церкви всю церковную утварь и передали её католическому монастырю в Вуковаре. Также храм пострадал от бомбардировок со стороны стран Антигитлеровской коалиции. После окончания войны церковь была вновь открыта, а часть утвари возвращена, но большая её часть бесследно исчезла.
В 1991 году во время битвы за Вуковар храм получил тяжёлые повреждение: уничтожен интерьер, повреждена крыша и колокольня. Удалось спасти 39 икон с иконостаса, три евангелия, часть архивов и священных сосудов. После войны был восстановлен только экстерьер храма.
Церковь построена в стиле барокко и представляет собой однонефное сооружение с полукруглой апсидой. К западной стороне фасада пристроена колокольня. С северной стороны расположен портик. Размеры храма составляют 32 × 10,6 м, высота колокольни — 37 м.
Иконостас был сделан осиекским мастером Томасом Фиртлером в 1771—1773 годах. Иконы для него написаны Василием Остоичем в 1772—1776 годах. Фрески были написаны Амвросием Янковичем в 1764 году и Йованом Исаиловичем-младшим в 1855 году.